# Lysiteles kunmingensis
Lysiteles kunmingensis är en spindelart som beskrevs av Song och Zhao 1994. Lysiteles kunmingensis ingår i släktet Lysiteles och familjen krabbspindlar. Inga underarter finns listade i Catalogue of Life.